# Заиграево (городское поселение)
Городско́е поселе́ние «Посёлок Заиграево» (бур. Загарайн hомон) — муниципальное образование в Заиграевском районе Бурятии Российской Федерации.
Административный центр — посёлок Заиграево.

## История
Статус и границы городского поселения установлены Законом Республики Бурятия от 31 декабря 2004 года № 985-III «Об установлении границ, образовании и наделении статусом муниципальных образований в Республике Бурятия»

### Границы поселения
Согласно Приложению 13 Закона  № 985-III, у муниципального образования "Посёлок Заиграево" определены границы следующим образом: 
На западе граница городского поселения «Поселок Заиграево» начинается от пункта государственной геодезической сети (далее — ГТС) с отметкой 1200,0 на границе с Тарбагатайским районом, в верховье Большого Ижира пересекает ЛЭП-20 кВт, проходит по высоте с отметками 1052,0, 1268,3, поворачивает на северо-восток. На высоте с отметки 1268,3 начинается граница между Заиграевским и Онохойским поселениями, выходит на пункт ГГС с отметкой 1226,5 по высотам 662,8, 604,4, 757,0 до пункта ГГС с отметкой 905,0 на горе Сартыгыр. С пункта ГГС граница пошла на восток до высоты с отметкой 837,0. С высоты 837,0 граница поворачивает на север и проходит по высотам с отметками 691,0, 667,0, 550,4. У отметки 550,4 граница пересекает Восточно-Сибирскую железную дорогу (далее — ВСЖД) в районе 5687 км пересекает автодорогу Улан-Удэ — Заиграево — Кижинга, поворачивает на юго-восток на начало границы с Усть-Брянским поселением и проходит около 6,7 км вдоль автомобильной дороги, пересекает р. Брянка до отворота на Гортоповский мост. У отворота граница поворачивает на северо-восток с отметкой 730,0. С высоты 730,0 поворачивает на восток до пункта ГГС с отметкой 867,0. С пункта ГГС поворачивает на юго-восток на начало границы с Курбинским поселением и проходит по высоте с отметкой 926,0 через пункт ГГС на высоте с отметкой 1069,1 до высоты с отметкой 821,7. На высоте 821,7 поворачивает на юго-запад на начало границы с Челутаевским поселением и проходит по высотам с отметками 836,5, 698,0, 773,0, пересекает автомобильную дорогу Улан-Удэ — Заиграево — Кижинга, ЛЭП-220, выходит на высоту с отметкой 582,6 поворачивает на северо-запад до о. Круглое. У озера поворачивает на юг, проходит около 2 км по р. Илька, пересекает ВСЖД и поворачивает на северо-запад, начинается граница с Новобрянским поселением. Около 2 км проходит вдоль ВСЖД, пересекая р. Брянка, в 700 м от реки поворачивает на юго-запад, проходит по дамбе, пересекает ЛЭП-35 кВт, выходит к автодороге Заиграево — Новая Брянь, поворачивает на северо-запад, около 1,7 км проходит вдоль автомобильной дороги, пересекая её поворачивает на юго-запад, проходит вдоль северной границы УИН до высоты с отметкой 658,7. На высоте 658,7 поворачивает на запад к пункту ГГС на высоте с отметкой 871,0. С пункта ГГС граница поворачивает на юго-запад, проходит по высотам с отметками 866,0, 1005,0, 1190,1, 1213,6, 1172,2 по верховьям урочища Белагортэ, Узкая падь, Широкая падь, Тамахтая, пересекая ЛЭП 220 кВт, и выходит на высоту с отметкой 1200,0 к границе с Тарбагатайским районом.

## Население
| 2011  | 2012  | 2013  | 2014  | 2015  | 2016  | 2017  |
| ----- | ----- | ----- | ----- | ----- | ----- | ----- |
| 5562  | ↘5554 | ↘5489 | ↘5428 | ↘5383 | ↘5360 | ↗5362 |
| 2018  | 2019  | 2020  | 2021  | 2023  | 2024  |       |
| ↘5268 | ↘5206 | ↘5138 | ↘4842 | ↘4700 | ↘4621 |       |

## Состав городского поселения
| № | Населённый пункт | Тип населённого пункта          | Население |
| - | ---------------- | ------------------------------- | --------- |
| 1 | Заиграево        | посёлок, административный центр | ↘4621     |